# The Temper Trap
The Temper Trap es una banda australiana de indie rock. Se destacan por su sonido atmosférico, con guitarras y gran conjunto de ritmos pulsantes. Su primer álbum Conditions obtuvo gran repercusión gracias a su potente primer sencillo, «Sweet Disposition».
Dougy Mandagi, de origen indonesio, pone la voz y la guitarra a la banda. Jonathon Aherne es el encargado del bajo, Lorenzo Sillitto la guitarra y el teclado. La batería es cosa de Toby Dundas. 
Comparados con bandas como Radiohead, Massive Attack o Coldplay, fue el productor Jim Abbiss el que acudió a estos cuatro muchachos y les grabó 'Conditions', su primer disco. De él se extrae el que es, hasta ahora, su mayor éxito: «Sweet Disposition», una melodía envolvente que ha alcanzado gran popularidad gracias al filme (500) Days of Summer.
Con el disco ya debajo del brazo, el primer mercado que se rindió a su sonido fue el británico. Con el ya famoso sencillo, 'Sweet Disposition', en el sexto lugar de la lista de ventas, The Temper Trap fueron elegidos por la BBC -gran guía de la música en las islas- como uno de los 15 sonidos del 2009. Glastonbury, Reading y Leeds fueron algunos de los festivales que visitaron los aussie, cosechando un sonoro éxito en cada uno de ellos.
La banda forma parte de Infectious Records en todo el mundo, a excepción de Australia y los Estados Unidos, pues en su país de origen, el grupo firmó con Michael Gudinski de Liberation Music, y en los Estados Unidos firmó con Glassnote Records.
En mayo de 2012, lanzaron su segundo álbum homónimo, bajo la producción de Russell Fawcus. Fue precedido por sus sencillos «Need Your Love» y «Trembling Hands».
El 10 de junio de 2016 lanzaron Thick as Thieves, marcando su primer lanzamiento en cuatro años. Cuenta con la producción de Damian Taylor y Justin Parker.

## Discografía

### Álbumes de estudio
| Título           | Datos del álbum | Mejor posición en listas | Mejor posición en listas | Mejor posición en listas | Mejor posición en listas | Mejor posición en listas | Mejor posición en listas | Mejor posición en listas | Certificaciones            |
| Título           | Datos del álbum | AUS                      | BEL (FL)                 | IRL                      | HOL                      | NZ                       | R.U.                     | EUA                      | Certificaciones            |
| ---------------- | --- | ------------------------ | ------------------------ | ------------------------ | ------------------------ | ------------------------ | ------------------------ | ------------------------ | -------------------------- |
| Conditions       | - Lanzamiento: 19 de junio de 2009 - Discográfica: Liberation Music (AUS), Infectious Records (R.U.), Glassnote Records (EUA) | 9                        | 66                       | 18                       | 63                       | —                        | 26                       | 175                      | - AUS: Platino - R.U.: Oro |
| The Temper Trap  | - Lanzamiento: 5 de junio de 2012 - Discográfica: Liberation Music (AUS), Infectious Records (R.U.), Glassnote Records (EUA)  | 1                        | 71                       | 25                       | 50                       | 25                       | 17                       | 83                       | - AUS: Platino             |
| Thick as Thieves | - Lanzamiento: 10 de junio de 2016 - Discográfica: Liberation Music (AUS), Infectious Records (R.U.), Glassnote Records (EUA) | 1                        | 186                      | —                        | 76                       | 25                       | 82                       | —                        |                            |

### EP
- The Temper Trap EP (2006)

### Sencillos
| Año              | Título              | Mejor posición en listas | Mejor posición en listas | Mejor posición en listas | Mejor posición en listas | Mejor posición en listas | Mejor posición en listas | Mejor posición en listas | Mejor posición en listas | Mejor posición en listas | Certificaciones                              |            |
| Año              | Título              | AUS                      | BEL (FL)                 | IRL                      | HOL                      | NZ                       | R.U.                     | EUA                      | EUA Alt.                 | EUA Rock                 | Certificaciones                              |            |
| Conditions       | Conditions          | Conditions               | Conditions               | Conditions               | Conditions               | Conditions               | Conditions               | Conditions               | Conditions               | Conditions               | Conditions                                   | Conditions |
| ---------------- | ------------------- | ------------------------ | ------------------------ | ------------------------ | ------------------------ | ------------------------ | ------------------------ | ------------------------ | ------------------------ | ------------------------ | -------------------------------------------- | ---------- |
| 2009             | «Science of Fear»   | —                        | —                        | —                        | —                        | —                        | —                        | —                        | —                        | —                        |                                              |            |
| 2009             | «Sweet Disposition» | 14                       | 6                        | 8                        | 32                       | 34                       | 6                        | 108                      | 9                        | 17                       | - AUS: 3× Platino - R.U.: Oro - EUA: Platino |            |
| 2010             | «Fader»             | 47                       | —                        | —                        | —                        | —                        | 76                       | —                        | 16                       | 25                       | - AUS: Platino                               |            |
| 2010             | «Love Lost»         | 32                       | —                        | —                        | —                        | —                        | 187                      | —                        | —                        | —                        | - AUS: Platino                               |            |
| The Temper Trap  |                     |                          |                          |                          |                          |                          |                          |                          |                          |                          |                                              |            |
| 2012             | «Need Your Love»    | 39                       | —                        | —                        | —                        | —                        | —                        | —                        | 38                       | —                        | - AUS: Oro                                   |            |
| 2012             | «Trembling Hands»   | 38                       | —                        | —                        | —                        | —                        | —                        | —                        | —                        | —                        | - AUS: Platino                               |            |
| 2012             | «Miracle»           | —                        | —                        | —                        | —                        | —                        | —                        | —                        | —                        | —                        |                                              |            |
| Thick as Thieves |                     |                          |                          |                          |                          |                          |                          |                          |                          |                          |                                              |            |
| 2016             | «Thick as Thieves»  | 92                       | —                        | —                        | —                        | —                        | —                        | —                        | —                        | —                        |                                              |            |
| 2016             | «Fall Together»     | 50                       | —                        | —                        | —                        | —                        | —                        | —                        | —                        | —                        |                                              |            |